# Danh sách tiểu hành tinh: 18401–18500
| Tên                | Tên đầu tiên | Ngày phát hiện       | Nơi phát hiện          | Người phát hiện                      |
| ------------------ | ------------ | -------------------- | ---------------------- | ------------------------------------ |
| 18401              | 1992 WE4     | 21 tháng 11 năm 1992 | Kushiro                | S. Ueda, H. Kaneda                   |
| 18402 -            | 1992 YU2     | 16 tháng 12 năm 1992 | Oohira                 | T. Urata                             |
| 18403 -            | 1993 AG      | 13 tháng 1 năm 1993  | Kitami                 | K. Endate, K. Watanabe               |
| 18404 -            | 1993 FQ2     | 20 tháng 3 năm 1993  | Kitami                 | K. Endate, K. Watanabe               |
| 18405 -            | 1993 FY12    | 17 tháng 3 năm 1993  | La Silla               | UESAC                                |
| 18406 -            | 1993 FT14    | 17 tháng 3 năm 1993  | La Silla               | UESAC                                |
| 18407 -            | 1993 FQ24    | 21 tháng 3 năm 1993  | La Silla               | UESAC                                |
| 18408 -            | 1993 FP30    | 21 tháng 3 năm 1993  | La Silla               | UESAC                                |
| 18409 -            | 1993 FF36    | 19 tháng 3 năm 1993  | La Silla               | UESAC                                |
| 18410 -            | 1993 FC51    | 19 tháng 3 năm 1993  | La Silla               | UESAC                                |
| 18411 -            | 1993 FB82    | 19 tháng 3 năm 1993  | La Silla               | UESAC                                |
| 18412              | 1993 LX      | 13 tháng 6 năm 1993  | Siding Spring          | R. H. McNaught                       |
| 18413              | 1993 LD1     | 13 tháng 6 năm 1993  | Siding Spring          | R. H. McNaught                       |
| 18414 -            | 1993 OY6     | 20 tháng 7 năm 1993  | La Silla               | E. W. Elst                           |
| 18415 -            | 1993 PW5     | 15 tháng 8 năm 1993  | Caussols               | E. W. Elst                           |
| 18416 -            | 1993 QW      | 22 tháng 8 năm 1993  | Palomar                | E. F. Helin                          |
| 18417 -            | 1993 QY9     | 20 tháng 8 năm 1993  | La Silla               | E. W. Elst                           |
| 18418 -            | 1993 TV1     | 15 tháng 10 năm 1993 | Kitami                 | K. Endate, K. Watanabe               |
| 18419 -            | 1993 TS20    | 9 tháng 10 năm 1993  | La Silla               | E. W. Elst                           |
| 18420 -            | 1993 TR25    | 9 tháng 10 năm 1993  | La Silla               | E. W. Elst                           |
| 18421 -            | 1993 TV34    | 9 tháng 10 năm 1993  | La Silla               | E. W. Elst                           |
| 18422 -            | 1993 UE6     | 20 tháng 10 năm 1993 | La Silla               | E. W. Elst                           |
| 18423 -            | 1993 UF7     | 20 tháng 10 năm 1993 | La Silla               | E. W. Elst                           |
| 18424 -            | 1993 YG      | 17 tháng 12 năm 1993 | Oizumi                 | T. Kobayashi                         |
| 18425 -            | 1993 YL      | 18 tháng 12 năm 1993 | Oizumi                 | T. Kobayashi                         |
| 18426 Maffei       | 1993 YN2     | 18 tháng 12 năm 1993 | Sormano                | E. Colzani, G. Ventre                |
| 18427 -            | 1994 AY      | 4 tháng 1 năm 1994   | Oizumi                 | T. Kobayashi                         |
| 18428 -            | 1994 AC1     | 7 tháng 1 năm 1994   | Oizumi                 | T. Kobayashi                         |
| 18429              | 1994 AO1     | 8 tháng 1 năm 1994   | Dynic                  | A. Sugie                             |
| 18430 Balzac       | 1994 AK16    | 14 tháng 1 năm 1994  | Tautenburg Observatory | F. Börngen                           |
| 18431 Stazzema     | 1994 BM      | 16 tháng 1 năm 1994  | Cima Ekar              | A. Boattini, M. Tombelli             |
| 18432 -            | 1994 CJ2     | 13 tháng 2 năm 1994  | Oizumi                 | T. Kobayashi                         |
| 18433 -            | 1994 EQ      | 4 tháng 3 năm 1994   | Oizumi                 | T. Kobayashi                         |
| 18434 Mikesandras  | 1994 EW7     | 12 tháng 3 năm 1994  | Palomar                | C. S. Shoemaker, D. H. Levy          |
| 18435 -            | 1994 GW10    | 14 tháng 4 năm 1994  | Palomar                | PCAS                                 |
| 18436 -            | 1994 GY10    | 14 tháng 4 năm 1994  | Palomar                | PCAS                                 |
| 18437 -            | 1994 JR      | 5 tháng 5 năm 1994   | Palomar                | E. F. Helin                          |
| 18438 -            | 1994 JM6     | 4 tháng 5 năm 1994   | Kitt Peak              | Spacewatch                           |
| 18439 -            | 1994 LJ1     | 9 tháng 6 năm 1994   | Palomar                | E. F. Helin                          |
| 18440 -            | 1994 NV1     | 8 tháng 7 năm 1994   | Caussols               | E. W. Elst                           |
| 18441 -            | 1994 PE      | 5 tháng 8 năm 1994   | San Marcello           | A. Boattini, M. Tombelli             |
| 18442 -            | 1994 PK3     | 10 tháng 8 năm 1994  | La Silla               | E. W. Elst                           |
| 18443 -            | 1994 PW8     | 10 tháng 8 năm 1994  | La Silla               | E. W. Elst                           |
| 18444 -            | 1994 PL10    | 10 tháng 8 năm 1994  | La Silla               | E. W. Elst                           |
| 18445 -            | 1994 PC12    | 10 tháng 8 năm 1994  | La Silla               | E. W. Elst                           |
| 18446 -            | 1994 PN13    | 10 tháng 8 năm 1994  | La Silla               | E. W. Elst                           |
| 18447 -            | 1994 PU13    | 10 tháng 8 năm 1994  | La Silla               | E. W. Elst                           |
| 18448 -            | 1994 PW17    | 10 tháng 8 năm 1994  | La Silla               | E. W. Elst                           |
| 18449 Rikwouters   | 1994 PT19    | 12 tháng 8 năm 1994  | La Silla               | E. W. Elst                           |
| 18450 -            | 1994 PG27    | 12 tháng 8 năm 1994  | La Silla               | E. W. Elst                           |
| 18451 -            | 1994 PZ27    | 12 tháng 8 năm 1994  | La Silla               | E. W. Elst                           |
| 18452 -            | 1994 PL33    | 10 tháng 8 năm 1994  | La Silla               | E. W. Elst                           |
| 18453 -            | 1994 TT      | 2 tháng 10 năm 1994  | Kitami                 | K. Endate, K. Watanabe               |
| 18454 -            | 1995 BF1     | 23 tháng 1 năm 1995  | Kiyosato               | S. Otomo                             |
| 18455 -            | 1995 DF      | 20 tháng 2 năm 1995  | Oizumi                 | T. Kobayashi                         |
| 18456 -            | 1995 ES      | 8 tháng 3 năm 1995   | Kleť                   | Kleť                                 |
| 18457 -            | 1995 EX7     | 5 tháng 3 năm 1995   | Nyukasa                | M. Hirasawa, S. Suzuki               |
| 18458 Caesar       | 1995 EY8     | 5 tháng 3 năm 1995   | Tautenburg Observatory | F. Börngen                           |
| 18459              | 1995 FD1     | 28 tháng 3 năm 1995  | Kushiro                | S. Ueda, H. Kaneda                   |
| 18460 Pecková      | 1995 PG      | 5 tháng 8 năm 1995   | Ondřejov               | L. Šarounová                         |
| 18461 Seiichikanno | 1995 QQ      | 17 tháng 8 năm 1995  | Nanyo                  | T. Okuni                             |
| 18462 Riccò        | 1995 QS2     | 26 tháng 8 năm 1995  | Bologna                | Osservatorio San Vittore             |
| 18463 -            | 1995 SV16    | 18 tháng 9 năm 1995  | Kitt Peak              | Spacewatch                           |
| 18464 -            | 1995 SK23    | 19 tháng 9 năm 1995  | Kitt Peak              | Spacewatch                           |
| 18465 -            | 1995 SB34    | 22 tháng 9 năm 1995  | Kitt Peak              | Spacewatch                           |
| 18466 -            | 1995 SU37    | 24 tháng 9 năm 1995  | Kitt Peak              | Spacewatch                           |
| 18467 -            | 1995 SX52    | 22 tháng 9 năm 1995  | Kitami                 | K. Endate, K. Watanabe               |
| 18468 -            | 1995 UE8     | 27 tháng 10 năm 1995 | Oizumi                 | T. Kobayashi                         |
| 18469 Hakodate     | 1995 UC9     | 20 tháng 10 năm 1995 | Chichibu               | N. Sato, T. Urata                    |
| 18470              | 1995 UX44    | 27 tháng 10 năm 1995 | Kushiro                | S. Ueda, H. Kaneda                   |
| 18471 -            | 1995 UZ45    | 20 tháng 10 năm 1995 | Caussols               | E. W. Elst                           |
| 18472 -            | 1995 VA1     | 12 tháng 11 năm 1995 | Kitami                 | K. Endate, K. Watanabe               |
| 18473 -            | 1995 VK1     | 15 tháng 11 năm 1995 | Kitami                 | K. Endate, K. Watanabe               |
| 18474              | 1995 WV3     | 18 tháng 11 năm 1995 | Nachi-Katsuura         | Y. Shimizu, T. Urata                 |
| 18475 -            | 1995 WM7     | 27 tháng 11 năm 1995 | Oizumi                 | T. Kobayashi                         |
| 18476 -            | 1995 WR7     | 27 tháng 11 năm 1995 | Oizumi                 | T. Kobayashi                         |
| 18477 -            | 1995 WA11    | 16 tháng 11 năm 1995 | Kitt Peak              | Spacewatch                           |
| 18478 -            | 1995 WT15    | 17 tháng 11 năm 1995 | Kitt Peak              | Spacewatch                           |
| 18479 -            | 1995 XR      | 12 tháng 12 năm 1995 | Oizumi                 | T. Kobayashi                         |
| 18480 -            | 1995 YB      | 17 tháng 12 năm 1995 | Oizumi                 | T. Kobayashi                         |
| 18481 -            | 1995 YH      | 17 tháng 12 năm 1995 | Oizumi                 | T. Kobayashi                         |
| 18482 -            | 1995 YO      | 19 tháng 12 năm 1995 | Oizumi                 | T. Kobayashi                         |
| 18483 -            | 1995 YY2     | 16 tháng 12 năm 1995 | Oizumi                 | T. Kobayashi                         |
| 18484 -            | 1995 YB3     | 27 tháng 12 năm 1995 | Haleakala              | NEAT                                 |
| 18485 -            | 1996 AB      | 1 tháng 1 năm 1996   | Oizumi                 | T. Kobayashi                         |
| 18486 -            | 1996 AS2     | 13 tháng 1 năm 1996  | Oizumi                 | T. Kobayashi                         |
| 18487              | 1996 AU3     | 13 tháng 1 năm 1996  | Kushiro                | S. Ueda, H. Kaneda                   |
| 18488 -            | 1996 AY3     | 13 tháng 1 năm 1996  | Chichibu               | N. Sato, T. Urata                    |
| 18489 -            | 1996 BV2     | 26 tháng 1 năm 1996  | Kashihara              | F. Uto                               |
| 18490 -            | 1996 BG17    | 24 tháng 1 năm 1996  | Socorro                | LINEAR                               |
| 18491 -            | 1996 DP2     | 23 tháng 2 năm 1996  | Oizumi                 | T. Kobayashi                         |
| 18492              | 1996 GS2     | 8 tháng 4 năm 1996   | Xinglong               | Beijing Schmidt CCD Asteroid Program |
| 18493 Demoleon     | 1996 HV9     | 17 tháng 4 năm 1996  | La Silla               | E. W. Elst                           |
| 18494 -            | 1996 HH10    | 17 tháng 4 năm 1996  | La Silla               | E. W. Elst                           |
| 18495 -            | 1996 HH24    | 20 tháng 4 năm 1996  | La Silla               | E. W. Elst                           |
| 18496              | 1996 JN1     | 9 tháng 5 năm 1996   | Siding Spring          | R. H. McNaught                       |
| 18497 Nevězice     | 1996 LK1     | 11 tháng 6 năm 1996  | Kleť                   | M. Tichý, Z. Moravec                 |
| 18498 Cesaro       | 1996 MN      | 22 tháng 6 năm 1996  | Prescott               | P. G. Comba                          |
| 18499 -            | 1996 MR      | 22 tháng 6 năm 1996  | Haleakala              | NEAT                                 |
| 18500 -            | 1996 NX3     | 14 tháng 7 năm 1996  | La Silla               | E. W. Elst                           |